# Parafia Matki Bożej Pocieszenia w Drzycimiu
Parafia Matki Bożej Pocieszenia w Drzycimiu – rzymskokatolicka parafia w Drzycimiu. Należy do dekanatu jeżewskiego diecezji pelplińskiej. Erygowana w 1360 roku.
Siedzibą parafii jest okazały kościół neoromański z 1865, z transeptem i strzelistym hełmem ostrosłupowym na wieży. Wyposażenie w duchu baroku i neogotyku.